# Щасливе (Бориспільський район)
Щасли́ве — село в Україні, у Бориспільського району Київської області. Центр Пристоличної сільської громади. Населення становить 6800 осіб. Герб села є напівпромовистим

## Історія
У жовтні 1945 року сюди приїхали перші поселенці – молоді люди, які з радістю змінили автомат на плуг і мотику.
Села Щасливе і Проліски створені завдяки діяльності радгоспу «Бортничі». Рік заснування відділку «Бортничі», де на даний час розташовано с. Щасливе -  28.12.1945 р. Рішенням Бортницької сільської ради від 13.08.1968 року на 8 пленарному засіданні 11 скликання відділки радгоспу «Бортничі» переіменовані у села Щасливе та Проліски. Має 2 мікрорайони – Табір (південь села) та Центральний, їх розділяє річка Демидівка..
Офіційно ж назву та статус присвоєно 27 червня 1969 р., коли був виданий Указ Президії Верховної Ради УРСР «Про присвоєння найменувань окремим населеним пунктам Київської області». Цим указом у Бориспільському районі присвоєно назви: поселенням радгоспу Бортничі — село Щасливе і село Проліски.
В Щасливому в 1983 році збудовано школу на 1100 місць, до того часу діти навчалися в Києві та в навколишніх селах. Сьогодні це навчально-виховний комплекс, на базі якого діє професійна футбольна школа. Звідси стартував своє сходження до Вищої ліги ФК «Борисфен», та ФК «Княжа». Школі двічі присвоювали звання «Кращий навчальний заклад Київщини». В Щасливому працює дошкільно-навчальний заклад «Ромашка», який відвідують понад 200 дітей. 

[Архівовано 20 лютого 2022 у Wayback Machine.]

## Населення

### Мова
Розподіл населення за рідною мовою за даними перепису 2001 року:
| Мова            | Кількість | Відсоток |
| --------------- | --------- | -------- |
| українська      | 2957      | 91.44%   |
| російська       | 270       | 8.35%    |
| білоруська      | 3         | 0.09%    |
| інші/не вказали | 4         | 0.12%    |
| Усього          | 3234      | 100%     |

## Економіка
Через близькість села до Києва, у селі працює чимала кількість підприємств. Зараз на його території працюють і вражають економічними показниками потужні у масштабах не лише району, а й всієї держави близько 120 підприємств. Серед них такі: ТОВ «Амако Україна», ПАТ «Бориспільський автозавод», Компанія «Ейвон Косметікс», ТОВ «Олга», ТОВ «Ольвіта», Бориспільська філія ВАТ "Дніпронафтопродукт», гіпермаркет «Фоззі». Останнім часом в село Щасливе влився потужний інвестор ТОВ «Сіті Стейт».